# Chelonus auricornis
Chelonus auricornis är en stekelart som beskrevs av Mccomb 1968. Chelonus auricornis ingår i släktet Chelonus och familjen bracksteklar. Inga underarter finns listade i Catalogue of Life.